# أرخونيا
بلدية أرخونيا (بالإسبانية: Arjonilla) هي بلدية تقع في مقاطعة خاين التابعة لمنطقة أندلوسيا جنوب إسبانيا.

## الديموغرافيا
بلغ عدد سكان بلدية أرخونيا 3.837 نسمة عام 2011 (وفقاً للمعهد الوطني للإحصاء الإسباني).
| 4.072 | 3.941 | 3.957 | 3.926 | 3.886 | 3.851 | 3.837 |